# ステファニー・マクミラン
ステファニー・レスリー・マクミラン（Stephenie Lesley McMillan, 1942年7月20日 - 2013年8月19日）は、イギリスのセットデコレーターである。
1984年から2012年のあいだに28本の映画でセットデコレーターを務めている。そのうち『ワンダとダイヤと優しい奴ら』（1998年）、『永遠の愛に生きて』（1993年）、『ハリー・ポッター』シリーズ（2001-2011年）など16本でプロダクションデザイナーのスチュアート・クレイグとコラボレーションしており、特に『イングリッシュ・ペイシェント』（1996年）ではアカデミー美術賞を獲得した。最後にクレジットされた映画はコーエン兄弟脚本の『モネ・ゲーム』（2012年）である。
2013年8月19日、ノーフォークの自宅にて卵巣腫瘍によって71歳で亡くなった。